# Condé-sur-Aisne
 Condé-sur-Aisne  là một xã ở tỉnh Aisne, vùng Hauts-de-France thuộc miền bắc nước Pháp.